# Xiche He
Xiche He (kinesiska: 洗车河) är ett vattendrag i Kina. Det ligger i provinsen Hunan, i den södra delen av landet, omkring 350 kilometer väster om provinshuvudstaden Changsha.
Genomsnittlig årsnederbörd är 1 705 millimeter. Den regnigaste månaden är maj, med i genomsnitt 293 mm nederbörd, och den torraste är december, med 26 mm nederbörd.